# Javaugues
Javaugues là một xã thuộc tỉnh Haute-Loire nam trung bộ nước Pháp. Xã Javaugues nằm ở khu vực có độ cao trung bình 125 mét trên mực nước biển.